# Çorum
Pour les articles homonymes, voir Corum.
Çorum (se prononce tchoroum en turc) est une ville de Turquie, préfecture de la province du même nom. En 2014, sa population est estimée à 260 000 habitants.

Selon le recensement de 2014, le district comporte 527 863 habitants dont 260 000 pour la ville.
La ville est située à environ 200 km au nord-est d'Ankara.
Dans les environs de la ville se trouvent des vestiges de la civilisation hittite qui remontent à plus de 7000 ans.
Située à 820 mètres d'altitude sur le plateau anatolien avec une végétation de zone semi-aride, le climat de Çorum est de type continental avec des hivers froids et des étés chauds et secs.
Çorum est la ville natale du champion olympique de lutte gréco-romaine Tevfik Kiş (1934-2019).